# John A. Allison IV
John A. Allison IV (nacido el 14 de agosto de 1948) es un empresario estadounidense que fue presidente y director ejecutivo del Instituto Cato en Washington D. C. Antes de su carrera en el Instituto Cato, Allison ocupó diversos roles de liderazgo en BB&T Corp. entre 1987 y 2010, año en que se retiró. Actualmente, ejerce como director en Moelis & Company.

## Primeros años y educación
John Allison creció en los suburbios de Charlotte, Carolina del Norte.En 1971, se graduó con honores Phi Beta Kappa de la Universidad de Carolina del Norte en Chapel Hill, obteniendo un título en administración de empresas.Posteriormente, obtuvo una Maestría en Administración de Empresas de la Escuela de Negocios Fuqua en 1974.

## Carrera
Allison inició su carrera en BB&T en 1971.En 2008, mientras se desempeñaba como director ejecutivo de la entidad (Branch Banking & Trust), recibió una compensación total de $4,690,974, que incluía un salario base de $993,675, un bono en efectivo de $1,504,303, acciones por un valor de $995,089 y opciones por $973,800.A finales de 2008, Allison se retiró de su puesto como director ejecutivo, transfiriendo la responsabilidad diaria de la compañía a Kelly King, quien había sido director de operaciones y asumió el cargo de CEO el 1 de enero de 2009. Ese mismo año, Allison fue reconocido por Morningstar como uno de los mejores directores ejecutivos de 2008.

### Activismo ideológico
Allison es un destacado contribuyente del Ayn Rand Institute (ARI) y ha recomendado la lectura de La rebelión de Atlas de Rand a todos los altos ejecutivos de la empresa.Él considera esta obra como "la mejor defensa del capitalismo jamás escrita". Además, ha impulsado que la Fundación Benéfica BB&T done varios millones de dólares a 25 universidades y colegios con el fin de establecer programas dedicados al estudio de los libros de Rand y su filosofía económica.
En junio de 2012, Allison fue nombrado para suceder a Ed Crane como director ejecutivo y presidente del Instituto Cato, un think tank libertario con sede en Washington D. C.Se retiró de su puesto en Cato a finales de marzo de 2015.Actualmente, sigue formando parte de la junta directiva del Instituto Cato.
Allison es un firme crítico de la Reserva Federal,destacando su influencia en los ciclos económicos y su impacto negativo en la estabilidad financiera.
Allison escribió la introducción del libro Por qué los empresarios necesitan filosofía: La guía del capitalista para las ideas detrás de La rebelión de Atlas de Ayn Rand, publicado en 2011.En septiembre de 2012, lanzó su propio libro titulado La crisis financiera y la cura del libre mercado: Por qué el capitalismo puro es la única esperanza para la economía mundial.Aunque recibió críticas negativas, estas no provenían de sus oponentes ideológicos.En octubre de 2014, publicó su segundo libro, La crisis del liderazgo y la cura del libre mercado: Por qué el futuro de los negocios depende del regreso a la vida, la libertad y la búsqueda de la felicidad.

## Premios
Allison recibió un doctorado honorario de la Universidad del Este de Carolina, de la Universidad Mercer y de la Universidad Francisco Marroquín en Ciudad de Guatemala, Guatemala.

## Cargos desempeñados
Allison forma parte de la junta de visitantes de diversas instituciones, como la Escuela de Negocios Fuqua, Build-A-Bear Workshop, la Escuela de Negocios Korkkuss-Neggins y la Escuela de Negocios Kenan-Flagler.